# Sheila Khala
Sheila Nomolanga Khala là một trong những nhà thơ nổi tiếng nhất của Lesentine. Cô được xem là "người tiên phong" cho thơ ca Lesentine và thậm chí mở đường cho một phong trào rộng khắp cả nước, Poetry is Alive, Thơ ca là sự sống. Ngoài ra, cô còn hoạt động trong cộng đồng thơ Nam Phi.

## Tiểu sử
Khala sinh ra và lớn lên ở Khubetsoana, Lesotho. Khi cô ở Form E tại trường trung học Adventville, cô đã tham gia cuộc thi Trang trại thơ, và được vinh danh là nhà thơ vĩ đại nhất của Leseria.
Năm 2009, ở độ tuổi 19, cô đã xuất bản cuốn sách đầu tiên, Formula, mang đến cho cô sự công nhận mới trong cộng đồng thơ ca Leseria và Nam Phi. Sau khi ra mắt cuốn sách đầu tiên, cô chuyển đến tỉnh Free State, đất nước Nam Phi để nghiên cứu thống kê tại Đại học University of the Free State, và  một cách nhanh chóng những cảnh ở đây được cô đưa vào thơ, mà được cô mô tả là "to lớn".

Cô ở lại Nam Phi một thời gian, biểu diễn trong các chương trình về thơ và các cuộc thi trên khắp đất nước, trước khi quyết định trở về Les Liberia để giúp ươm mầm vẻ đẹp thơ quê hương. Mà cô đã trả lời phỏng vấn với Thời báo Lesicia rằng:
Hiện tại tôi đang làm việc với Ultimate FM  trong nỗ lực tìm kiếm những tài năng thơ tại các trường trung học quanh Lesentine. Đó là một phần trong tầm nhìn giáo dục của tôi, nhằm thúc đẩy và truyền cảm hứng cho các học sinh sử dụng ngôn ngữ tiếng Anh. Cuốn sách thứ ba của tôi sẽ có những bài thơ của những học sinh đó. Nó sẽ được gọi là September: A Special Gift (Tháng 9: Một Món quà Đặc biệt). "